# Golovinó (Vladímir)
|  | Per a altres significats, vegeu «Golovinó». |

Golovinó (en rus: Головино) és un poble de l'óblast de Vladímir, a Rússia, segons el cens del 2010 tenia 3 habitants. Pertany al districte municipal de Sóbinka.